# Carex tianmushanica
Carex tianmushanica là một loài thực vật có hoa trong họ Cói. Loài này được C.Z.Zheng & X.F.Jin mô tả khoa học đầu tiên năm 2004.